# Рибалко Марина Леонідівна
Марина Леонідівна Рибалко (нар.. 29 липня 1986, Київ (Україна) — українська дизайнерка, художниця, засновниця бренду RYBALKO. 2009 року організувала свої перші персональні художні виставки, а у 2013 році почала працювати в напрямку злиття мистецтва з модою і засновала бренд RYBALKO. Клієнтами та амбасадорами бренду є відомі люди, такі як The Hardkiss, Катерина Осадча, Гарік Корогодський, ДахаБраха, Dakh Doughters, AINA та багато інших.

## Біографія

### Ранні роки
Народилася 29 липня 1986 року в Києві. Її мати Наталка Іванівна працювала аналітикинею у КМДА, а батько Леонід Сергійович був інженером. До 3-річного віку Марина жила з бабусею Оксаною, бібліографкою та організаторкою театральних постановок у будинку культури у місті Миронівка.
Марина Рибалко закінчила спеціалізовану школу № 287 за класом образотворчо-декоративного мистецтва у 2002 році. У 2003 році вступила на архітектурний факультет КНУСіА. Після закінчення університету у 2009 році організувала свої перші персональні мистецькі виставки.
Після закінчення університету Марина Рибалко працювала декораторкою на телебаченні та у дитячому театрі, через рік почала створювати головні убори.

## Кар'єра

### Художниця
У 2009 році Марина Рибалко провела першу персональну виставку «love to dog», присвячену її собаці Дані, яка померла від раку. Перші роботи маслом стали знаковими, у більшості автопортретів, оскільки, як стверджує Рибалко, "вони сформували напрямок у моєму живописі".
З 2009 по 2012 роки Рибалко застосовувала експериментальний підхід у своїх стилістичних змінах, що відрізняються використанням алюзій та парадоксальних поєднань форм. 2010 року Рибалко організувала другу персональну виставку «ВОНІ», а за рік зробила третю «Life» за допомогою Французького культурного центру ГОГОЛЬFEST. У 2013 році представила персональну графічну виставку «box», у рамках ГОГОЛЬFEST і цього року проходить виставка «Guinevere van Seenus». У 2015 році Марина Рибалко провела персональну виставку «All in your hands» на території Національного експоцентру України, в рамках ГОГОЛЬFEST, на виставці експонувалися картини олією, каталоги з графікою та живописом. У рамках цього ж фестивалю Марина Рибалко спільно з гуртом Dakh Daughters організовала fashion-перформанс.
2016 року Марина Рибалко написала серію акварельних робіт, де поєднувалися два контрастні кольори: червоний та синій, які надалі послужать основою для майбутньої колекції її бренду RYBALKO SS 2017.
У серпні 2018 року у Київській галереї Spivakovska ART: EGO відбулося відкриття виставки «RYBALKOart», де було зібрано в одну експозицію роботи Рибалко останніх років у сюрреалістичному стилі. У жовтні 2018 року на чотириріччі галереї Spivakovska ART: EGO у SkyLine Марина Рибалко була однією з художників, чиї картини були представлені у колективній виставці Faces of EGO. У лютому 2019 року в Києві відбулася щорічна виставка робіт сучасної скульптури та живопису The Code. Серед робіт 18 українських художників експонувалися картини Марини Рибалко. Критика відзначила, що виставка The CODE — це зібрання мистецтва художників, які у своїх роботах досліджують історичне несвідоме, так чи інакше висловлюючи місце людини у Всесвіті.

### Модельєрка
У 2012 році Марина Рибалко спільно Олександром Лєнем (з яким пізніше одружилася) та Ігорем Штілем створила шоурум-майстерню Komoora Design Workshop, де представлено одяг, взуття та аксесуари молодих українських дизайнерів, а також деталі інтер'єру, створені власниками магазину.
На початку 2013 року Рибалко створила бренд RYBALKO та представила свою першу колекцію на Mercedes-Benz Kiev Fashion Days. В основу колекцій увійшли принти, намальовані дизайнеркою, та створення незвичайних фактур, що імітують пір'я, луску за допомогою тканин.
Восени 2014 року телеканал М1 зняв програму «МОЯ ПРОФЕШН» за участі Марини Рибалко та інших українських дизайнерів, завдяки чому переможець взяв участь в українському тижні моди. Марина Рибалко зайняла перше місце і взяла участь у проєкті «Fresh fashion», в рамках UFW у Києві, де була представлена колекція FW 2014/15. Цього ж року Рибалко представляла свої роботи у CPM-Moscow, у рамках програми Designerpool.
19 жовтня 2014 року, в рамках UFW, Марина Рибалко представляє колекцію SS15, де вона використовує японський крій викрійки та принти. Наступна колекція FW 2015/16 виконана в чорно-білих кольорах з агресивним принтом і характерним довгим пір'ям.
У 2016 році Рибалко створює колекцію SS16. Критикиня Т. Петракова відзначила авангардний підхід до нової колекції майстрині, підкресливши акцент на ексцентричності та елегантності, що не відповідає канонам класичної моди.
У листопаді 2016 року Рибалко створила капсульну колекцію «Family love» із принтами талановитого шестирічного графічного художника Івана Кривоноса.
На показі колекції FW 2017/18 Марина Рибалко вперше представила лінію сумок напівкруглої форми із кільцем, які згодом стають візитною карткою її бренду. Влітку 2017 Рибалка створила костюми та маски для Burning Man .
У 2018 році Рибалко створила капсульну колекцію Siren, головною темою якої була русалка, обличчям рекламної кампанії стала Алла Шереметьєва. Критикиня В. Рахманвна відзначила пастельну і блакитну тону кольорову гаму, ідеальну для елегантних оксамитових коктейльних суконь.
У липні 2018 року Марина Рибалко створила колекцію «Ангели та Демони» для фіналу телевізійного реаліті-шоу Топ-модель українською.
У лютому 2019 року Рибалко представила нову колекцію FW 19/20 Pearl на UFW. Вперше дизайнерка створила корсети, використовуючи набивні перли та ланцюги з камінням, з цим дорогоцінним каменем модельєрка асоціює органіку та єднання з природою. У колекції використано п'ять картин дизайнерки, а її музою стала модель Юнія Пахомова.
У травні 2019 Марина Рибалко була однією з суддів конкурсу Epson Digital Fashion-2019, організованому компанією EPSON спільно з UFW та у партнерстві з Istituto Europeo di Design (IED).
У червні 2019 року Рибалко створила костюми для проєкту «Ubu The King», присвяченого участі незалежного театру «Мізантроп» у міжнародному фестивалі Edinburgh Festival Fringe 2019.
2 вересня 2019 року проходив показ RYBALKO & ЖИТТЯЛЮБ сезону SS2020 в рамках UFW, де Марина Рибалко порушувала тему ейджизму . Вперше в Україні у фешн-шоу брали участь лише моделі 55+ з агенції дорослих моделей «Життєлюб». Головною моделлю на подіумі був Гарік Корогодський, співзасновник благодійного фонду «Життєлюб»
У вересні 2020 року Марина Рибалко представляла нову колекцію «TIME» у рамках UFW No Season Season.

## Покази
| Покази                                                           | Дата              |
| ---------------------------------------------------------------- | ----------------- |
| Mercedes-Benz Kiev Fashion Days S/S 2014                         | Жовтень 19, 2013  |
| Ukrainian Fashion Week F/W 2014—2015                             | Січень 11, 2014   |
| CPM-Moscow F/W 2014—2015                                         | Лютий 26, 2014    |
| Ukrainian Fashion Week S/S 2015                                  | Жовтень 16, 2014  |
| Ukrainian Fashion Week F/W 2015—2016                             | Червень 2, 2015   |
| Ukrainian Fashion Week S/S 2016                                  | Жовтень 14, 2015  |
| Ukrainian Fashion Week S/S 2017                                  | Жовтень 14, 2016  |
| Ukrainian Fashion Week F/W 2017—2018                             | Березень 16, 2017 |
| Burning Man S/S 2017                                             | Серпень 21, 2017  |
| Ukrainian Top Model Grand Finale Fashion Show Angels/Demons 2017 | Липень 21, 2017   |
| Ukrainian Fashion Week S/S 2018                                  | Листопад 21, 2018 |
| Ukrainian Fashion Week F/W 2019—2020                             | Жовтень 14, 2019  |
| Ukrainian Fashion Week «RYBALKO & ЖИТТЯ ЛЮБИЙ» S/S 2020          | Вересень 2, 2019  |
| Ukrainian Fashion Week No Season Season                          | Вересень 1, 2020  |

## Нагороди та визнання
- 2014 — Марина Рибалко посіла перше місце у програмі «МОЯ ПРОФЕШН», організованій телеканалом М1 .[48]
- 2018 — ELLE Style Awards, Даха Браха в одязі бренду Rybalko, створеного дизайнером Марина Рибалко.[49]